# 경수중학교 축구부
경수중학교 축구부는 서울특별시에 위치한 경수중학교의 축구부이다. 경수중학교가 운영하는 축구부로 2000년에 창단하였다.

## 같이 보기
- 경수중학교